# 贝基尼 (索姆省)
贝基尼（法語：Becquigny，法語發音：[bɛkiɲi]）是法国上法蘭西大區索姆省的一个市镇，属于蒙迪迪耶区。

## 地理
贝基尼（49°41'44"N, 2°37'23"E）面积6.04 平方千米，位于法国上法蘭西大區索姆省，该省份为法国北部沿海省份，北起加来海峡省和北部省，西接滨海塞纳省和大西洋英吉利海峡，南至瓦兹省，东临埃纳省。
与贝基尼接壤的市镇（或旧市镇、城区）包括：阿尔维莱尔、达沃内斯库尔、埃泰尔费、菲尼耶尔、盖尔比尼、利涅尔、瓦尔西。
贝基尼的时区为UTC+01:00、UTC+02:00（夏令时）。

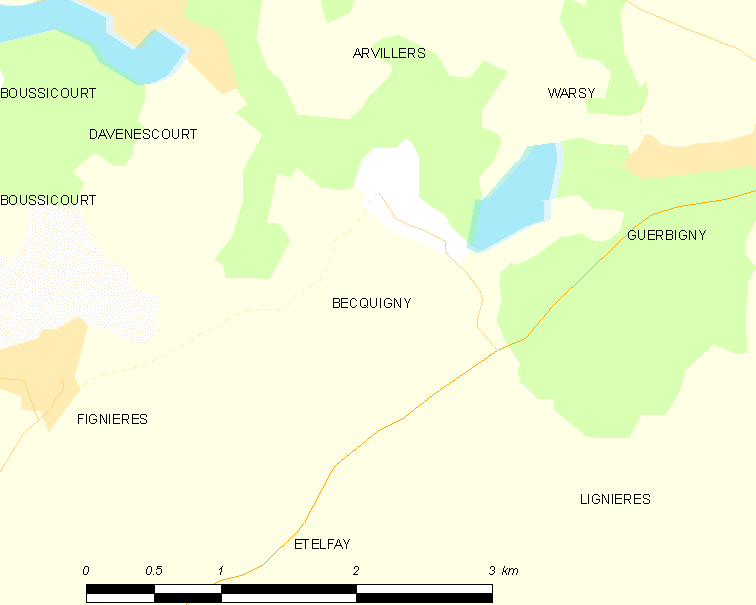
贝基尼的OSM定位图

## 行政
贝基尼的邮政编码为80500，INSEE市镇编码为80074。

## 政治
贝基尼所属的省级选区为鲁瓦县。

## 人口

1962-2008年间贝基尼人口变化图示

贝基尼于2022年1月1日时的人口数量为116人。